# Hanni Ossott

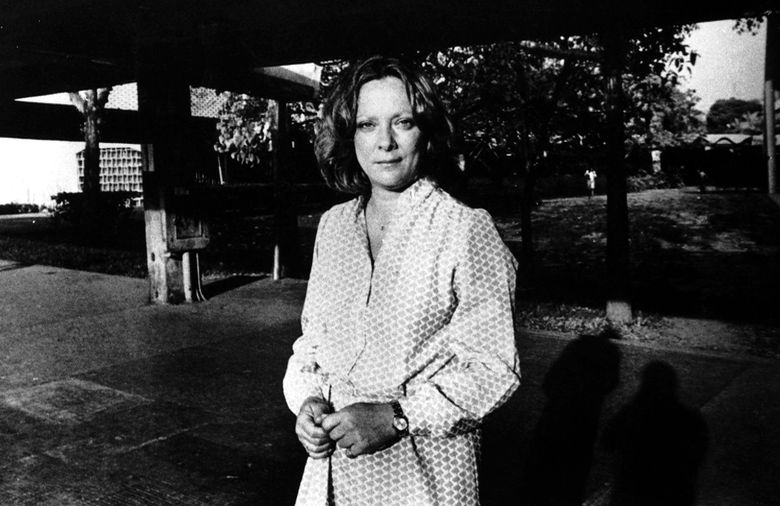
Hanni Ossott

Hanni Ossott (* 14. Februar 1946 in Caracas; † 31. Dezember 2002 ebenda) war eine venezolanische Autorin, Journalistin und Übersetzerin. Sie war Professorin an der Zentralen Universität von Venezuela. Sie übersetzte unter anderem Arbeiten von Rainer Maria Rilke, D. H. Lawrence oder Emily Dickinson.

## Werke (Auswahl)
- Hasta que llegue el día y huyan las sombras (1983)
- El reino donde la noche se abre (1986)
- Plegarias y penumbras (1986)
- Cielo, tu arco grande (1989)
- Casa de agua y de sombras (1992)
- El circo roto (1993)

Gesamtausgabe
- Obras completas. Bid & Co. Editor, Caracas 2008, ISBN 980-6741-55-2 (mit Literaturverzeichnis S. 1040–1044).

In das Deutsche ist bisher keines ihrer Werke übersetzt.

## Auszeichnungen
- Premio José Antonio Ramos Sucre
- Premio Lazo Martí